# Бронзовый век
Бро́нзовый век — выделяемая на основе данных археологии эпоха человеческой истории (XXXV / XXXIII — XIII / XI века до н. э.), характеризующаяся ведущей ролью изделий из бронзы, что было связано с улучшением обработки таких металлов, как медь и олово, получаемых из рудных месторождений, и последующим получением из них бронзы. Бронзовый век является второй, поздней фазой эпохи раннего металла, сменившей медный век и предшествовавшей железному веку. Хронологические рамки бронзового века у разных культур различаются.

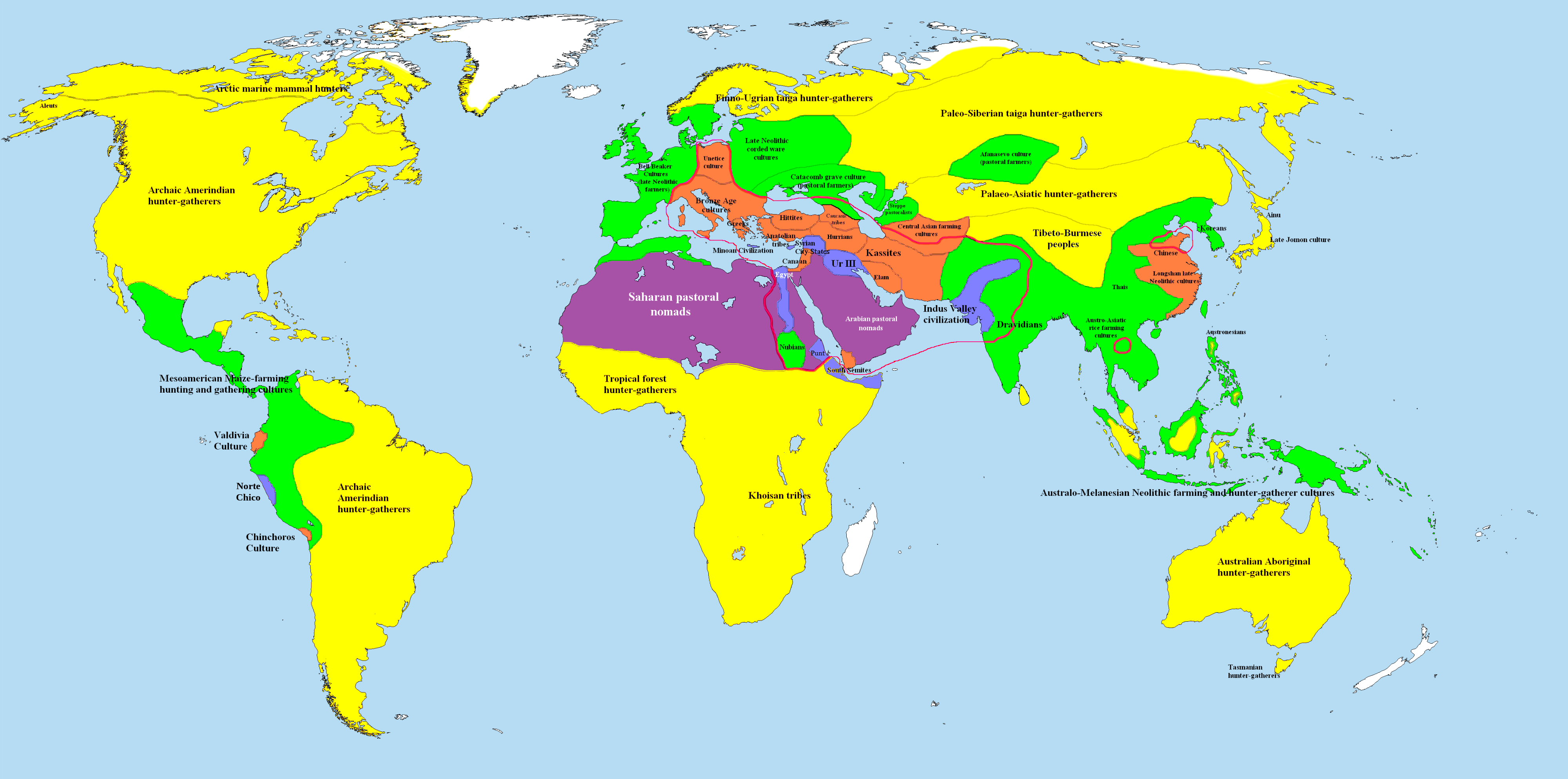
Охотники/собиратели
Скотоводы-кочевники
Простые земледельческие сообщества
Сложные земледельческие сообщества/Вождество
Ранние цивилизации
необитаемые зоны
- Розовая граница — бронзовый век на 2000 г. до н. э.

## Общая периодизация
Выделяют ранний, средний и поздний этапы бронзового века. В начале бронзового века зона культур с металлом охватывала не более 8—10 млн км², а к его концу их площадь возросла до 40—43 млн км². На протяжении бронзового века происходило формирование, развитие и смена ряда металлургических провинций.

### Ранний бронзовый век

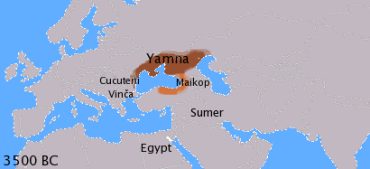
Майкопская культура на Северном Кавказе — вероятное место изобретения бронзы.

Рубежом, отделявшим медный век от бронзового века, был распад Балкано-Карпатской металлургической провинции (1-я половина 4-го тысячелетия до н. э.) и формирование (около XXXV/XXXIII веков до н. э.) Циркумпонтийской металлургической провинции. В пределах Циркумпонтийской металлургической провинции, доминировавшей на протяжении раннего и среднего бронзового века, были открыты и начали эксплуатироваться меднорудные центры Южного Кавказа, Анатолии, Балкано-Карпатского региона, Эгейских островов. К западу от неё функционировали горно-металлургические центры Южных Альп, Иберийского полуострова, Британских островов, к югу и юго-востоку металлоносные культуры известны в Египте, Аравии, Иране и Афганистане, вплоть до Пакистана.
Место и время открытия способов получения бронзы достоверно неизвестно. Можно предположить, что бронза была одновременно открыта в нескольких местах. Самые ранние бронзовые изделия с примесями олова обнаружены в Ираке и Иране и датируются концом 4-го тысячелетия до н. э.  Содержащие примеси мышьяка изделия из бронзы производились в Анатолии и по обе стороны Кавказа в раннем 3-м тысячелетии до н. э. А некоторые бронзовые изделия майкопской культуры датируются ещё серединой 4-го тысячелетия до н. э. Хотя этот вопрос спорный и другие[какие?] результаты анализов говорят о том, что те же самые майкопские бронзовые изделия изготовлены в середине 3-го тысячелетия до н. э.
С началом бронзового века оформились и начали активно взаимодействовать два блока человеческих сообществ Евразии. Южнее центрального складчатого горного пояса (Саяно-Алтай — Памир и Тянь-Шань — Кавказ — Карпаты — Альпы) сформировались общества со сложной социальной структурой, хозяйством, основанном на земледелии в комплексе с животноводством, здесь появились города, письменность, государства. Севернее, в Евразийской степи сформировались воинственные общества подвижных скотоводов.

### Средний бронзовый век

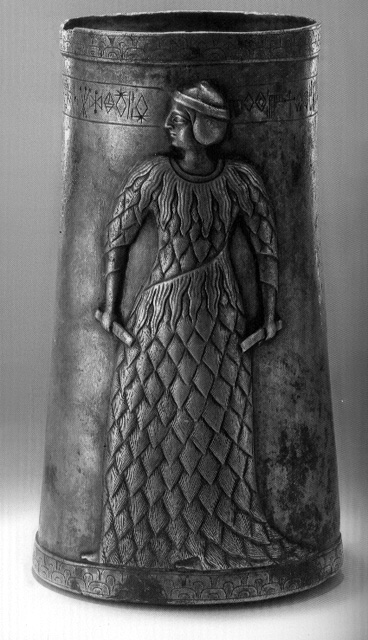
Серебряный кубок конца 3-го тысячелетия до н. э. из Марвдаште, Парс в Иране, с линейной эламской надписью.

В среднем бронзовом веке (XXVI/XXV—XX/XIX века до н. э.) происходит расширение (в основном на север) зоны, занятой металлоносными культурами. Циркумпонтийская металлургическая провинция в основном сохраняет свою структуру и продолжает являться центральной системой производящих металлургических очагов Евразии.

### Поздний бронзовый век
Началом позднего бронзового века является распад Циркумпонтийской металлургической провинции на рубеже 2-го и 1-го тысячелетий до н. э. и формирование целой цепи новых металлургических провинций, в разной степени отразивших важнейшие черты горно-металлургического производства, практиковавшиеся в центральных очагах Циркумпонтийской металлургической провинции.
Среди металлургических провинций позднего бронзового века наиболее крупной была Евразийская степная металлургическая провинция (до 8 млн км²), наследовавшая традиции Циркумпонтийской металлургической провинции. К ней с юга примыкала малая по площади, но отличающаяся особым богатством и разнообразием форм изделий, а также характером сплавов, Кавказская металлургическая провинция и Ирано-Афганская металлургическая провинция. От Саяно-Алтая до Индокитая распространились производящие центры сложной по характеру формирования Восточно-Азиатской металлургической провинции. Разнообразные формы высококачественных изделий Европейской металлургической провинции, простиравшейся от Северных Балкан до Атлантического побережья Европы, сосредоточены преимущественно в богатых и многочисленных кладах. С юга к ней примыкала Средиземноморская металлургическая провинция, существенно отличавшаяся от Европейской металлургической провинции производственными приёмами и формами изделий.

Вторжения, разрушения и возможные перемещения населения во время краха бронзового века, около 1200 года до н. э.

### Бронзовый коллапс
В XIII—XII веках до н. э. происходит катастрофа бронзового века: распадаются или видоизменяются культуры практически на всём пространстве от Атлантического до Тихого океана, в течение нескольких столетий — до X—VIII вв. до н. э. происходят грандиозные переселения народов. Начинается переход к раннему железному веку. Дольше всего остатки бронзового века сохранялись на кельтской территории (Атлантическая Европа).

## Бронзовый век в степной полосе
Курганная гипотеза относит к периоду поздней бронзы раскол прежде единой протоиндоевропейской общности, населявшей причерноморские степи. Обозначения бронзы в различных индоевропейских языках происходят от одного корня. Мария Гимбутас и её последователи связывают с протоиндоевропейцами такие культуры раннего бронзового века, как катакомбная и ямная.
К началу II тыс. до н. э. начинается распространение индоевропейских племён на восток и запад. Андроновская культура, связываемая с индоиранцами, занимает обширные пространства Центральной Евразии (см. Синташта, Аркаим). Залогом успеха распространения индоевропейцев стало наличие у них таких новаторских технологий, как колесница и меч.
Влиянием европеоидных пришельцев с запада отмечены культуры бронзового века в Южной Сибири — в первую очередь, карасукская и тагарская. Находки идентичного оружия на территории в тысячи километров (т. н. сейминско-турбинский феномен) позволяют археологам предположить, что над туземными народами лесной полосы Евразии с XVI в. до н. э. господствовала некая подвижная дружинная элита.

## Бронзовый век на Ближнем Востоке

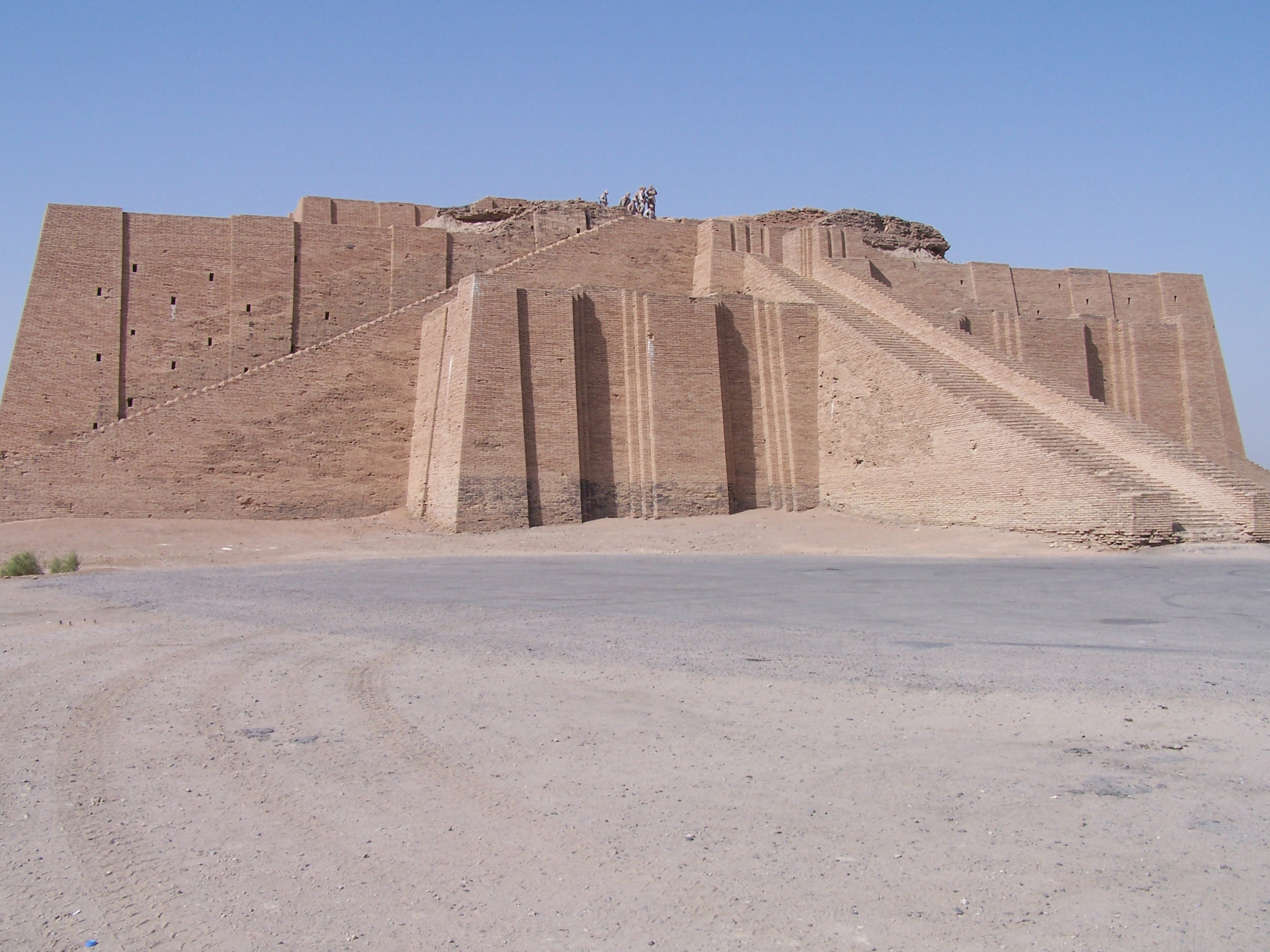
Зиккурат в Уре — памятник шумерской архитектуры бронзового века.

На Ближнем Востоке трём периодам соответствуют следующие датировки (даты очень приблизительные):
- РБВ — Ранний бронзовый век (3500—2100 до н. э.)
- СБВ — Средний бронзовый век (2100—1600 до н. э.)
- ПБВ — Поздний бронзовый век (1600—1200 до н. э.)

Каждый главный период может быть разделён на более короткие подкатегории: как пример РБВ I, РБВ II, СБВ IIa и т. д.
Бронзовый век на Ближнем Востоке начался с Анатолии (современная Турция). Горы Анатолийского нагорья обладали богатыми залежами меди и олова. Также медь добывалась на Кипре, в Древнем Египте, Израиле, Армянском нагорье, Иране и вокруг Персидского залива. Медь обычно смешивалась с мышьяком, и всё же растущие потребности в регионе в олове привели к созданию торговых маршрутов, ведущих из Анатолии. Также морскими маршрутами медь импортировалась в Древний Египет и Древнюю Месопотамию.
Ранний бронзовый век характеризован урбанизацией и появлением городов-государств, а также появлением письменности (Урук, IV тысячелетие до н. э.). В Среднем бронзовом веке произошла существенная расстановка сил в регионе (амореи, хетты, хурриты, гиксосы и возможно израильтяне).
Поздний бронзовый век характеризован конкуренцией мощных государств региона и их вассалов (Древний Египет, Ассирия, Вавилония, хетты, митаннийцы). Обширные контакты были установлены с эгейской цивилизацией (ахейцы), в которой медь играла немаловажную роль. Бронзовый век на Ближнем Востоке завершился историческим явлением, которое в среде профессионалов принято называть бронзовый коллапс. Это явление отразилось на всём Восточном Средиземноморье и Ближнем Востоке.
Железо появилось на Ближнем Востоке, а также в Анатолии, уже в Позднем бронзовом веке. Вступление в силу железного века ознаменовалось скорее политическими мотивами, чем прорывом в области металлургии.

### Подразделения Бронзового века
Древний ближневосточный Бронзовый век может быть разделён следующим образом:

## Европа

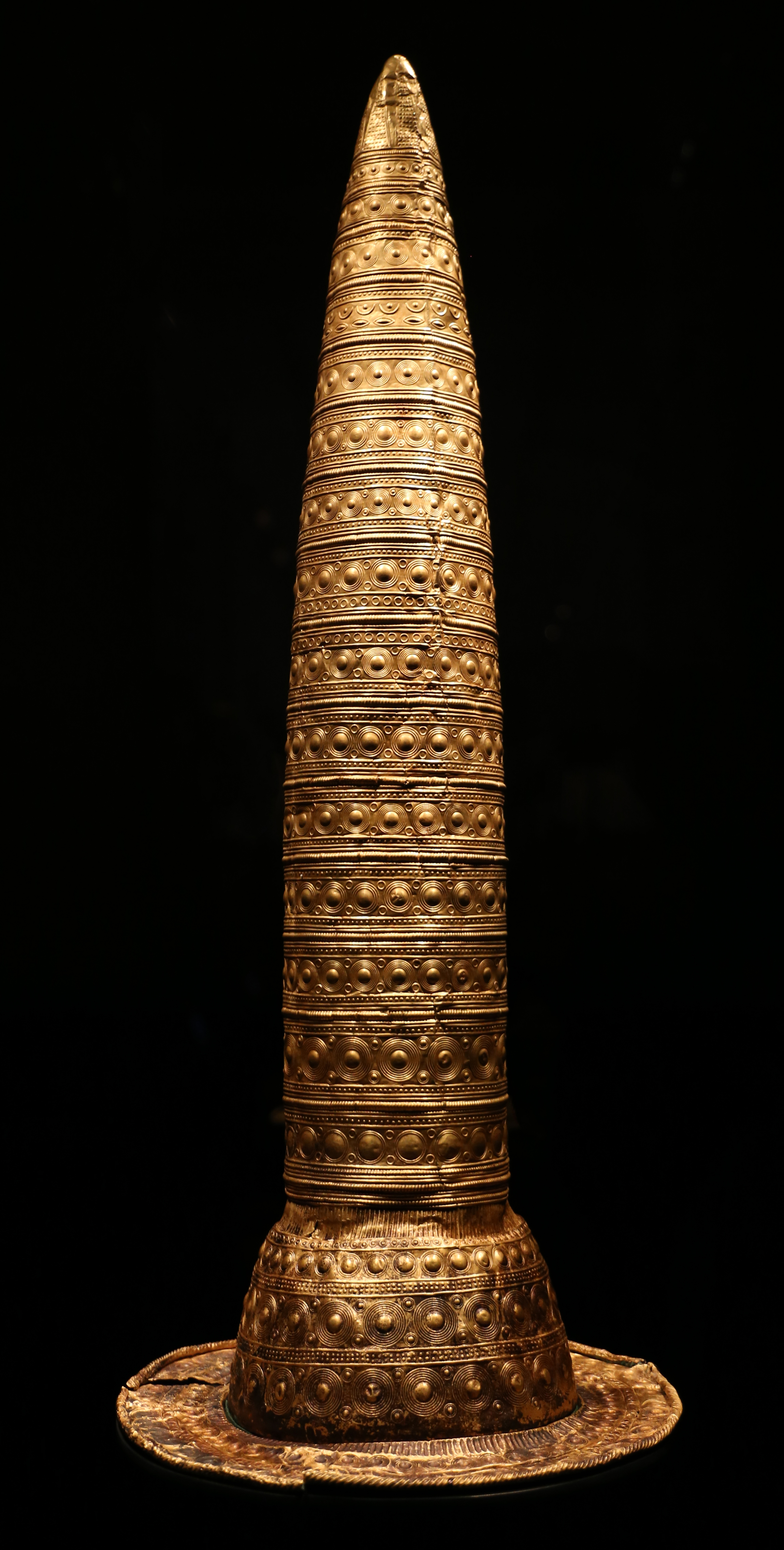
Берлинская золотая шляпа - артефакт культуры полей погребальных урн.

На бронзовый век приходится проникновение в Европу индоевропейских племён, которое положило конец многовековому развитию Старой Европы. Основные культуры бронзового века в Европе — унетицкая, погребальных полей, террамарская, лужицкая, белогрудовская.

### Эгейские острова
Первые ахейские царства, образованные в XVII—XVI вв. до н. э. — Микены, Тиринф, Пилос — имели тесные культурные и торговые связи с Критом, микенская культура многое заимствовала от минойской цивилизации, влияние которой ощущается в культовых обрядах, светской жизни, художественных памятниках; несомненно, от критян было воспринято искусство постройки судов.
В XV—XIII вв. до н. э. ахейцы завоевали Крит и Киклады, колонизировали многие острова в Эгейском море, основали ряд поселений в глубине территории Греции, на месте которых позднее выросли знаменитые античные города-государства — Коринф, Афины, Дельфы, Фивы. Этот период считается временем расцвета микенской цивилизации.
Эгейская цивилизация установила крупную торговую сеть. Эта сеть импортировала олово и древесный уголь на Кипр, где олово сплавлялось с медью для получения бронзы. Бронза пользовалась огромнейшим спросом не только в Средиземноморье, но и за его пределами. Изотопный анализ некоторых образцов меди показал, что некоторая её часть импортировалась даже из такой отдалённой области как Британия. В то время получило широчайшее развитие такое ремесло как навигация. Навигация к тому моменту достигла такого уровня, какого не достигала до приблизительно 1750 года (н. э.). Например, мореходы Эгейского моря умели определять долготу, на которой они находятся. Очевидно, что минойская цивилизация с центром в Кноссе, координировала и защищала эту торговлю.

## Центральная и Южная Азия
Бронзовый век на Индийском субконтиненте наступил в XXXIV веке до н. э., в эпоху зарождения Цивилизации долины реки Инд. Как показали археологические раскопки, жители Хараппы были знакомы с медью, бронзой, свинцом и оловом и разрабатывали новые методы их обработки и получения. Промежуточное положение между индской и месопотамской занимала т. н. маргианская цивилизация.

## Восточная Азия

### Китай

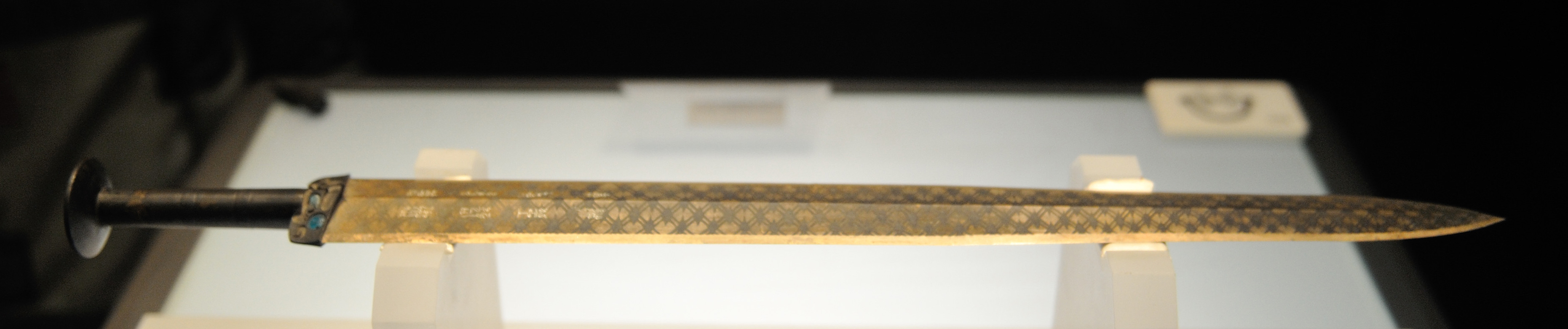
Меч Гоуцзяня

Историки расходятся в оценках того, в какие временные рамки следует заключать бронзовый век в Китае. Проблема состоит преимущественно в самом термине: он был изначально предназначен для обозначения такого исторического периода, который начался с вытеснением каменных орудий бронзовыми и закончился заменой последних железными — то есть использование нового материала автоматически означало устаревание прежнего. Применительно к Китаю, однако, попытки определить чёткие границы эпохи осложняются тем фактом, что появление технологии выплавки железа не оказало явного единовременного влияния на употребление бронзовых орудий: они продолжали использоваться одновременно с железными. Наиболее ранние находки изделий из бронзы относятся к культуре Мацзяяо (3100 — 2700 годы до н. э.); начиная с этого момента, общество постепенно вступало в бронзовый век.
Зарождение китайской бронзовой металлургии ассоциируется с культурой Эрлитоу. Некоторые историки полагают, что соответствующий исторический период следует относить к династии Шан, иные убеждены, что речь следует вести о более ранней династии Ся. В свою очередь, специалисты Национальной галереи искусства США определяют бронзовый век в Китае как период между 2000 и 771 годами до н. э., увязывая его начало, опять-таки, с культурой Эрлитоу, а внезапное завершение — с падением династии Западного Чжоу. Такая трактовка обеспечивает чёткость временных границ, однако в недостаточной степени учитывает сохранение важности и актуальности бронзы для китайской металлургии и культуры в целом.
Поскольку приведённые даты являются более поздними в сравнении, например, с моментом открытия бронзы в Древней Месопотамии, ряд исследователей усматривает основания предполагать, что соответствующие технологии были ввезены в Китай извне, а не разработаны жителями страны самостоятельно. Другие учёные, напротив, убеждены, что китайская бронзовая металлургия могла сформироваться автономно, без факторов внешнего влияния. Сторонники заимствования, в частности, ссылаются на открытие таримских мумий, которое, по их мнению, может свидетельствовать в пользу пути заимствования технологий с запада.
Железо обнаруживается на территории Китая с того исторического периода, который ассоциируется с династией Чжоу, однако масштаб его использования минимален. Китайская литература, датируемая шестым веком до н. э., свидетельствует о наличии знаний по выплавке железа, но, тем не менее, бронза и после этого момента продолжает занимать существенное место в результатах археологических и исторических изысканий. Историк Уильям Уайт, к примеру, утверждал, что бронза не была вытеснена железом вплоть до завершения династии Чжоу (256 год до н. э.), и бронзовые изделия составляют большинство среди металлических сосудов до самого начала династии Хань (221 год до н. э.).

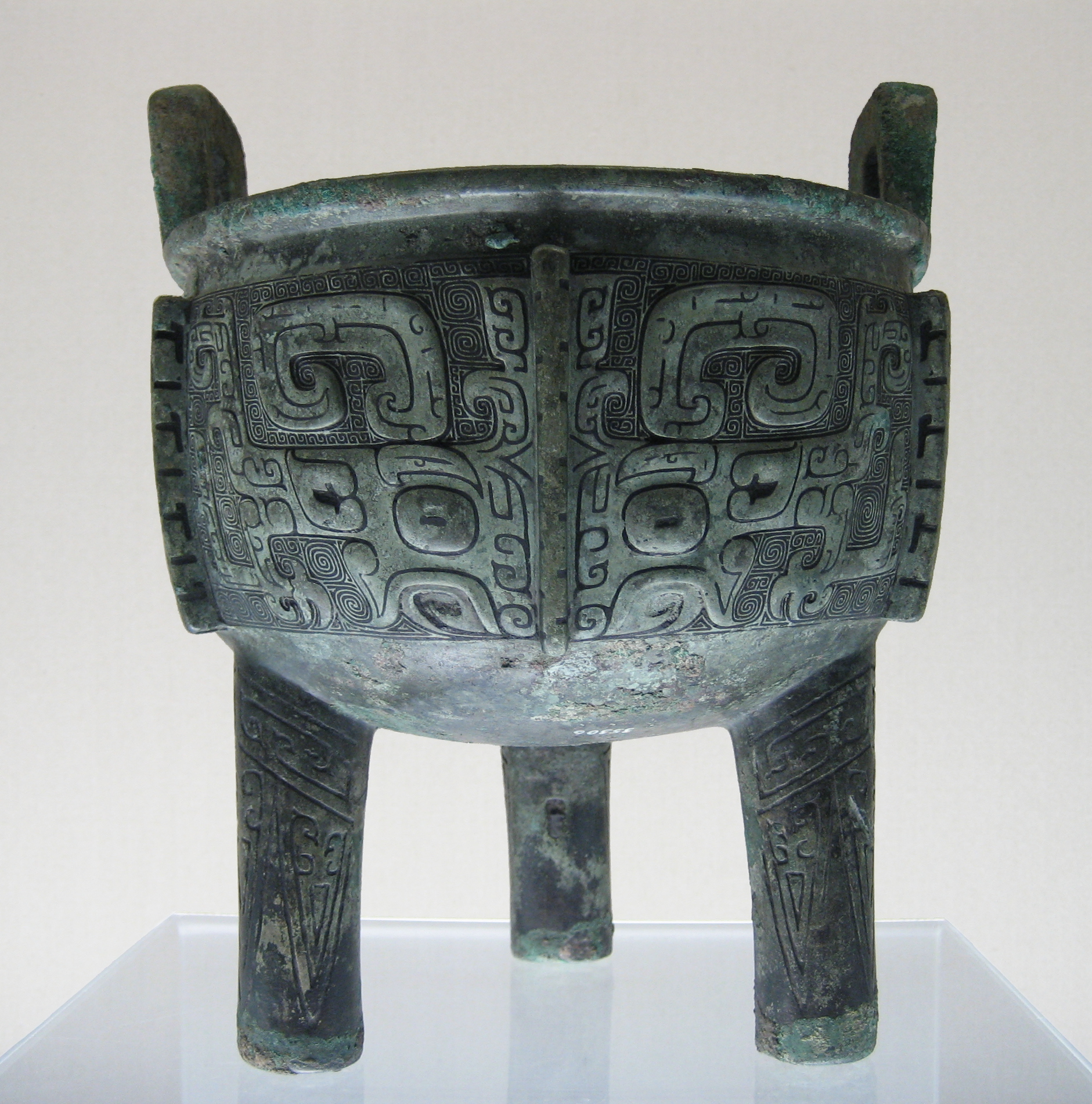
Треножник «дин», поздняя династия Шан

Китайские бронзовые артефакты, как правило, либо имеют утилитарно-прикладной характер (наконечники копий, лезвия тёсел и т. п.), либо представляют собой образцы ритуальной утвари — более тщательно изготовленных образцов предметов повседневного обихода (сосудов, инструментов, оружия и так далее). В качестве примера могут быть приведены большие жертвенные треножники, известные под наименованием «Дин», хотя существовали и другие специфические формы, характеризуемые теми или иными отличиями. Та древнекитайская ритуальная утварь, которая сохранилась до наших дней, обычно богато украшена, часто с использованием мотивов таоте — иначе говоря, стилизованными изображениями морд зверей или демонов, а также разнообразными абстрактными символами. Многие крупные изделия также имеют на себе надписи, составляющие основной массив сохранившихся образцов древнекитайского письма; с их помощью историки и археологи прослеживают течение истории Китая, в особенности на протяжении династии Чжоу (1046—256 годы до н. э.).
В частности, бронзовая утварь Западной Чжоу «документирует» обширные пласты истории, которые не описываются в сохранившихся текстах, за авторством людей с разным рангом или положением в обществе. По очевидным физическим причинам вероятность сохранения записей на бронзе существенно выше, чем рукописей. Эти записи, как правило, подразделяются на четыре основных части: отсылка к дате и месту событий, наименование запечатлеваемого происшествия, список товаров, переданных ремесленнику в обмен на изделие, и посвящение. Относительные опорные точки, обеспечиваемые данными сосудами, позволили историкам ассоциировать их с определёнными периодами в рамках Западной Чжоу, а, следовательно, и проследить эволюцию не только самих изделий, но и событий, на них описанных.

### Индокитай
В Банчанге (Таиланд) были обнаружены бронзовые артефакты датируемые 2100 г. до н. э.
В донгшонской культуре широко использовались бронзовые барабаны. Они производились приблизительно с 600 годов до н. э. и до третьего столетия до н. э. Эта культура располагалась в областях поблизости от Красной реки на севере Вьетнама, но барабаны были найдены и поперёк области, простирающейся из Индонезии к южному Китаю.

## Америка

### Южная Америка
Первые находки изделий из мышьяковистой бронзы в Южной Америке относятся к культуре мочика (середина I тысячелетия н. э., северное Перу). Культуры тиуанако и уари выплавляли уже классическую оловянистую бронзу. Государство инков Тауантинсуйу уже может считаться цивилизацией развитого бронзового века.

### Месоамерика
Единичные находки бронзовых предметов (возможно, южноамериканского происхождения) были сделаны на западе Мексики. В целом же термин «бронзовый век» к культурам Месоамерики не применяется (см. месоамериканская хронология).

## Северная Африка
Древний Египет и ряд соседних культур северо-востока Африки (например, Нубия) сыграли важную роль в истории бронзового века. В северную Африку проникали европейские культуры бронзового века (так, в Марокко обнаружены следы культуры колоколовидных кубков), металлургия проникает туда лишь во времена финикийской колонизации, около 1100 г. до н. э., а на остальной территории Африки металлургия распространяется позднее, но начинается сразу с обработки железа.

## Архитектура бронзового века
В эпоху бронзы преобладающее значение получила монументальная архитектура, возникновение которой связано с развитием религиозных представлений, с культом предков и природы, то есть с духовными представлениями общества. Мегалитические сооружения возводились усилиями всей первобытной общины и были выражением единства рода.